# Liga Suprema de Ucrania 2003-04
La Liga Suprema de Ucrania 2003-04 fue la 13.ª edición del campeonato de fútbol de máximo nivel en Ucrania. Dinamo Kiev ganó el campeonato.

## Tabla de posiciones
|     | Equipo                | Pts | PJ | PG | PE | PP | GF | GC |
| --- | --------------------- | --- | -- | -- | -- | -- | -- | -- |
| 1.  | Dinamo Kiev           | 73  | 30 | 23 | 4  | 3  | 68 | 20 |
| 2.  | Shajtar Donetsk       | 70  | 30 | 22 | 4  | 4  | 62 | 19 |
| 3.  | Dnipro Dnipropetrovsk | 57  | 30 | 16 | 9  | 5  | 44 | 23 |
| 4.  | Metalurg Donetsk      | 52  | 30 | 14 | 10 | 6  | 51 | 34 |
| 5.  | Chernomorets Odessa   | 45  | 30 | 11 | 12 | 7  | 38 | 33 |
| 6.  | Obolón Kiev           | 41  | 30 | 11 | 8  | 11 | 34 | 35 |
| 7.  | Borysfen Boryspil     | 41  | 30 | 11 | 8  | 11 | 25 | 29 |
| 8.  | Illichivets Mariupol  | 40  | 30 | 10 | 10 | 10 | 34 | 36 |
| 9.  | Arsenal Kiev          | 37  | 30 | 10 | 7  | 13 | 38 | 44 |
| 10. | Kryvbas Kryvyi Rih    | 36  | 30 | 10 | 6  | 14 | 26 | 41 |
| 11. | Metalurg Zaporizhia   | 32  | 30 | 8  | 8  | 14 | 26 | 40 |
| 12. | Tavriya Simferopol    | 32  | 30 | 7  | 11 | 12 | 22 | 28 |
| 13. | Volyn Lutsk           | 29  | 30 | 7  | 8  | 15 | 25 | 44 |
| 14. | Vorskla Poltava       | 27  | 30 | 6  | 9  | 15 | 26 | 49 |
| 15. | Karpaty Lviv          | 26  | 30 | 6  | 8  | 16 | 22 | 39 |
| 16. | Zirka Kirovohrad      | 14  | 30 | 3  | 8  | 19 | 16 | 43 |

|  | Tercera ronda previa de la Liga de Campeones |
|  | Segunda ronda previa de la Liga de Campeones |
|  | Segunda ronda previa de la Copa de la UEFA   |
|  | Primera ronda previa de la Copa de la UEFA   |
|  | Descenso a la Persha Liha                    |
|  | Descenso a la Druha Liha                     |